# Louis Hollaar
Louis Hollaar  (Numansdorp, 18 september 1998) is een Nederlands schaatser, actief op de middellange afstanden.
Nadat Hollaar in 2018 het WK junioren mocht rijden maakte hij een jaar later zijn debuut in het senioren Worldcup circuit op de 1500 meter in Tomaszów-Mazowiecki (Polen) en Heerenveen. Ook behaalde hij dat seizoen een tweede plek op de 500 meter en een vierde plek op de 1500 meter op het NK allround.
Vanaf medio 2020 maakte Hollaar deel uit van Team IKO en richt hij zich op de 1000 en 1500 meter. Sinds 2022 doet hij dat bij Team Reggeborgh.

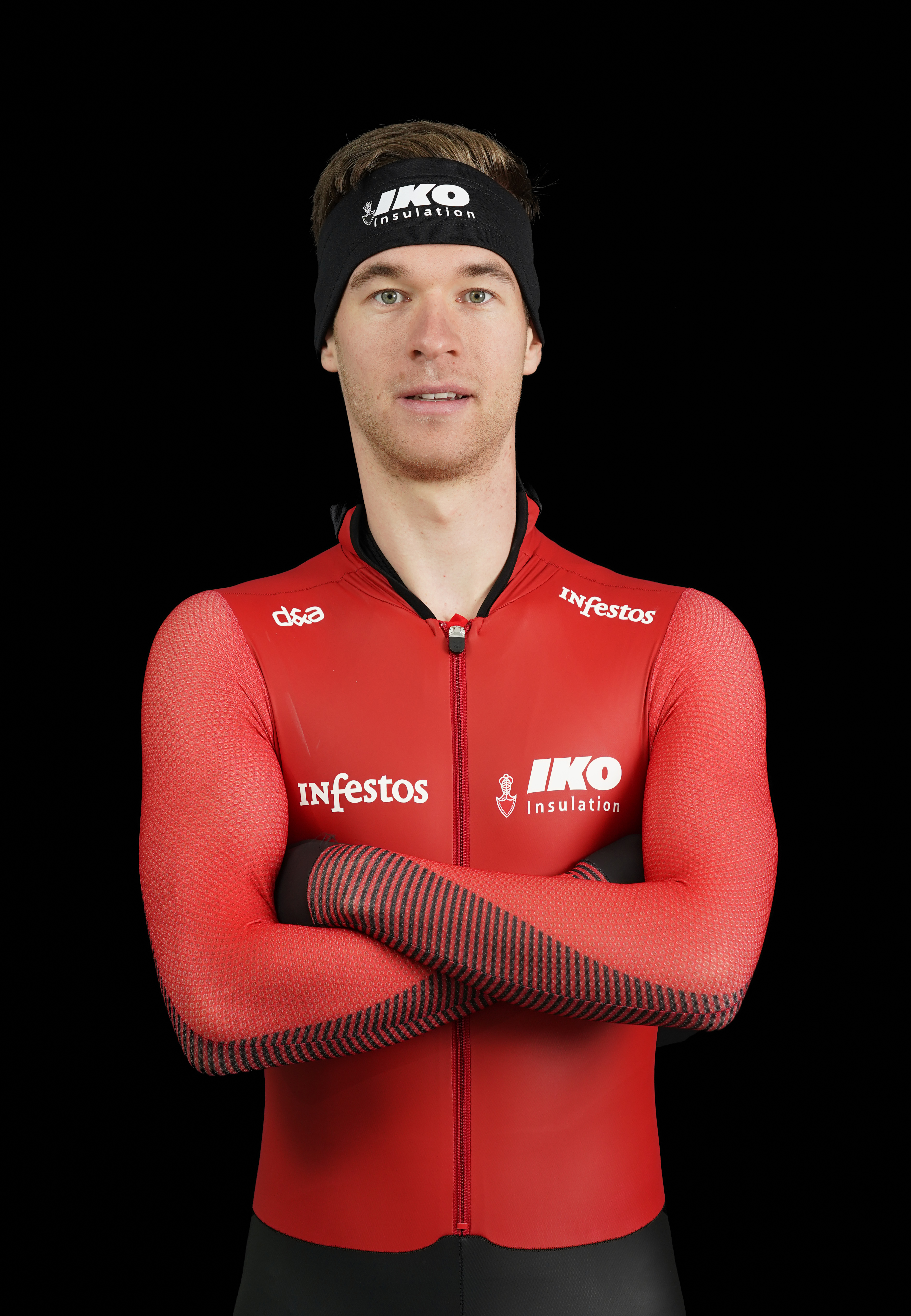
Louis Hollaar (2020)

## Persoonlijke records[1]
| Afstand      | Tijd     | Datum            | Baan       |
| ------------ | -------- | ---------------- | ---------- |
| 500 meter    | 35,27    | 24 februari 2024 | Heerenveen |
| 1000 meter   | 1.08,43  | 18 december 2022 | Calgary    |
| 1500 meter   | 1.45,07  | 23 januari 2021  | Heerenveen |
| 3000 meter   | 3.48,15  | 14 oktober 2018  | Inzell     |
| 5000 meter   | 6.32,49  | 22 januari 2022  | Heerenveen |
| 10.000 meter | 14.13,68 | 12 januari 2020  | Groningen  |

## Resultaten
| Jaar | NK Afstanden                              | NK Sprint                | NK Allround           | WK Junioren                  |
| ---- | ----------------------------------------- | ------------------------ | --------------------- | ---------------------------- |
| 2017 | 16e 1500m                                 |                          | NS2 ( 4e, NS, -, -)   |                              |
| 2018 |                                           |                          | 8e (6e, 7e, 10e, 8e)  | 25e 500m 50e 1000m 16e 1500m |
| 2019 | 12e 1000m 10e 1500m                       |                          | NC9 · (, 7e, 4e, DNS) |                              |
| 2020 |                                           |                          | NS2 · (, NS, -, -)    |                              |
| 2021 | 8e 1000m 5e 1500m                         | 9e (15e, 9e, 15e, 10e)   |                       |                              |
| 2022 | 10e 1000m DQ 1500m                        |                          | NS3 · (, 8e, DNS, -)  |                              |
| 2023 | 7e 1500m                                  | 13e (15e, 15e, 12e, 11e) |                       |                              |
| 2024 | NS2 500m 8e 1000m 7e 1500m 11e massastart | 11e (12e, 9e, 17e, 8e)   |                       |                              |
| 2025 | DNF 1000m 7e 1500m                        |                          |                       |                              |

(#, #, #, #) = afstandspositie op sprinttoernooi (500m, 1000m, 500m, 1000m) of op juniorentoernooi (500m, 1500m, 1000m, 5000m) of op allroundtoernooi (500m, 5000m, 1500m, 10000m).
Team Reggeborgh
Jenning de Boo · Marcel Bosker · Janno Botman · Wesly Dijs · Marrit Fledderus · Louis Hollaar · Femke Kok · Kjeld Nuis · Hein Otterspeer · Tim Prins · Antoinette Rijpma-de Jong · Patrick Roest · Mats Siemons · Remo Slotegraaf · Stefan Westenbroek
Coaches: Gerard van Velde · Dennis van der Gun · Robin Derks